# Halifax and District Association Football League
Halifax and District Association Football League (hiện được tài trợ bởi Haslem - Sheppard) là một giải bóng đá Anh, có 3 hạng đấu, cao nhất là Premier Division, nằm ở Cấp độ 14 trong Hệ thống các giải bóng đá ở Anh. Đây là giải đấu góp đội cho West Riding League.

## Đội vô địch
| Mùa giải | Premier Division     | Division One         | Division Two           | Division Three        |
| -------- | -------------------- | -------------------- | ---------------------- | --------------------- |
| 2005–06  | Hebden Royd Red Star | Holmfield            | Martin's Nest          | Luddendenfoot         |
| 2006–07  | Stainland United     | Warley Rangers       | Luddendenfoot          | Kingston              |
| 2007–08  | Hebden Royd Red Star | Greetland            | Bowling Green          | Siddal Athletic Dự bị |
| 2008–09  | Luddendenfoot        | Holmfield            | Sowerby Bridge         | Volunteer Arms        |
| 2009–10  | Elland United        | Sowerby United       | AFC Crossleys          | Greetland Dự bị       |
| 2010–11  | Hebden Royd Red Star | Stainland United     | Copley United          | Wadsworth United      |
| 2011–12  | Elland United        | Midgley United       | Wadsworth United       | AFC Crossleys Dự bị   |
| 2012–13  | Midgley United       | Hebden Royd Red Star | Sowerby Bridge Dự bị   | Denholme United Dự bị |
| 2013–14  | Ryburn United        | Northowram           | AFC Crossleys          | Brighouse Sports      |
| 2014–15  | Stump Cross          | Holmfield            | Illingworth St. Mary's |                       |

### Top 3 Premier Division
| Mùa giải  | Vô địch              | Á quân                  | Thứ ba               |
| --------- | -------------------- | ----------------------- | -------------------- |
| 1998–99   | Stump Cross          | Hebden Royd Red Star    | Shelf United         |
| 1999-2000 | Hebden Royd Red Star | Ryburn United           | Sowerby Bridge       |
| 2000–01   | Midgley United       | Illingworth Sports Club | Hebden Royd Red Star |
| 2001–02   | Halifax Kestrels     | Sowerby Bridge          | Midgley United       |
| 2002–03   | Midgley United       | Halifax Kestrels        | Greetland            |
| 2003–04   | Midgley United       | Hebden Royd Red Star    | Stainland United     |
| 2004–05   | Hebden Royd Red Star | Stainland United        | Brighouse Old Boys   |
| 2005–06   | Hebden Royd Red Star | Stainland United        | Siddal Athletic      |
| 2006–07   | Stainland United     | Hebden Royd Red Star    | Brighouse Old Boys   |
| 2007–08   | Hebden Royd Red Star | Stainland United        | Halifax Irish Centre |
| 2008–09   | Luddendenfoot        | Hebden Royd Red Star    | Greetland            |
| 2009–10   | Elland United        | Greetland               | Ryburn United        |
| 2010–11   | Hebden Royd Red Star | Elland United           | Greetland            |
| 2011–12   | Elland United        | Warley Rangers          | Ryburn United        |
| 2012–13   | Midgley United       | Stump Cross             | Elland United        |
| 2013–14   | Ryburn United        | Stump Cross             | Greetland            |
| 2014–15   | Stump Cross          | Ryburn United           | Calder               |

## Các câu lạc bộ mùa giải 2015-16

### Premier Division
- Calder
- Copley United
- Greetland
- Hebden Royd Red Star
- Holmfield
- Midgley United
- Mixenden United
- Northowram
- Ryburn United
- Shelf United
- Warley Rangers

### Division One
- AFC Crossleys
- AFC Illingworth St. Mary's
- Brighouse Sports
- Calder Dự bị
- Denholme United
- Elland Allstars
- Elland United
- Halifax Irish Centre
- Midgley United Dự bị
- Ryburn United Dự bị
- Salem
- Sowerby Bridge
- Sowerby United

### Division Two
- AFC Crossleys Dự bị
- AFC Illingworth St. Mary's
- Denholme United Dự bị
- Greetland Dự bị
- Hebden Royd Red Star Dự bị
- Northowram Dự bị
- St. Columbas
- Salem Dự bị
- Shelf
- Shelf United Dự bị
- Sowerby Bridge Dự bị
- Sowerby United Dự bị

```
==Tham khảo==
```